# WordPress
A WordPress nyílt forráskódú, PHP-alapú tartalomkezelő és blog-rendszer, ami a MySQL adatbáziskezelőt használja adattárolásra.
Létezik egy portja postgresqlword néven PostgreSQL adatbáziskezelőhöz is, amely néhány verzióval lemarad a legfrissebb változattól.
A GPL feltételei szerint használható és terjeszthető.
A szoftver jelenleg az „egy blog egy oldalon” installációt támogatja, de létezik egy többfelhasználós változata is, a WordPress MU. Azonban még a WordPress alapváltozata is lehetővé teszi, hogy a felhasználója egyszerre több WordPress blogot is működtessen a szerverén különböző könyvtárakba telepítve, akár egy adatbázis használatával is.

## Története
A WordPress elődje a b2/cafelog volt, melyet röviden b2 néven ismernek. Ezt szintén PHP-ben programozták és a jelenlegi verzióhoz hasonlóan szintén MySQL-t használt. Becslések szerint a b2-t 2003 májusában mintegy kétezer blognál használták. Fejlesztését Michel Valdrighi kezdte el, aki jelenleg a WordPress egyik fejlesztője. Bár a b2 hivatalos utódja a WordPress, jelenleg is fejlesztés alatt áll egy másik ettől független, b2evolution névre keresztelt projekt.
A WordPress először 2003-ban jelent meg Matt Mullenweg és Mike Little közös munkájaként. A nevet Christine Selleck Tremoulet, Mullenweg egyik barátja javasolta. 2009-ben már a WordPress volt a vezető a nyílt forráskódú tartalommenedzselő rendszerek között.
Amikor a 2004-ben a konkurens Movable Type-ot fejlesztő Six Apart megváltoztatta a szoftver felhasználási feltételeit, befolyásos felhasználói közül sokan áttértek a WordPressre.

### A szponzorált sablonok eltávolítása
Matt Mullenweg 2007-ben egy, a WordPress hivatalos ötletelő fórumán lezajlott beszélgetést követően bejelentette, hogy a hivatalos sablontárból eltávolítják azokat, amelyek szponzorált linkeket tartalmaznak. Mivel ezeket a sablonokat sokan spamnek gondolták, a lépést a legtöbb felhasználó üdvözölte. A bejelentés után nem sokkal teljesen felfüggesztették az új sablonok  befogadását. Ugyanakkor az interneten továbbra is elérhetőek ilyen sablonok.
2008-ban egy új sablontárat nyitottak meg a Wordpress.org honlapon, amely a korábban már elérhető bővítménytár mintájára készült. Az ide beküldött új sablonokat az automatikus rendszer és a fejlesztők is ellenőrzik, mielőtt befogadnák és elérhetővé tennék azt.

## Szolgáltatások

### Sablonok
A WordPress felhasználóinak lehetősége nyílik sablonok (theme) telepítésére és az azok közötti váltásra. A sablonok segítségével a WordPress weboldalak kinézete és használata anélkül variálható, hogy az információs tartalom vagy struktúra megváltozna. A sablonok telepítésére két lehetőség van, sFTP-n feltöltés után bekapcsolhatók a rendszer Vezérlőpult menüjén belül található Megjelenés (Appereance) opció segítségével, vagy ugyanebben a menüben .zip fájlból úgynevezett 1 klikk módszerrel telepíthetőek számítógépről vagy külső URL-ről. A Megjelenés menüben lehet váltani a már telepített sablonok között is. A sablonok PHP- és HTML-kódját szintén szerkeszteni lehet. Az interneten számtalan sablon található, közöttük ingyenesek és pénzért megvásárolhatóak is akadnak.

### Bővítmények
A WordPress egyik legközkedveltebb tulajdonsága, hogy rengeteg bővítmény (plugin) beépítésére van lehetőség, melyek által a felhasználók és a fejlesztők könnyen továbbfejleszthetik, kiegészíthetik a rendszer alapvető struktúráját és funkcióit. A hivatalos adatbázisban mintegy 22 ezer bővítményt tartanak nyilván.

### Szerkesztő
A hagyományos WYSIWYG szerkesztőt a WordPress 5.0-tól leváltotta az új, blokk alapú vizuális szerkesztő. A régi elérhető, csupán telepíteni kell a Classic Editor bővítményt. Az 5.9-es WordPress verziótól pedig már az FSE (Full site editor), avagy újabb nevén csak simán Editor a blokkos Gutenberg szerkesztő alapjain már honlapunk megjelenését is építhetjük blokokkal, jelentősen kibővítve a lehetőségeket.

### Widgetek
A widgetek olyan modulok, melyek lehetővé teszik drag and drop („fogd és vidd”) elven működő tartalmak elhelyezését a weboldalon, valamint számos plugin bővített funkcióinak működését. Ilyen widgetek lehetnek például a diavetítések, Facebook Like dobozok vagy a frissülő hírlisták. A Gutenberg, avagy blokkos szerkesztő óta a widget-ek fokozatosan háttérbe szorulnak és a blokkok váltják őket.

## MultiUser, MultiSite
A WordPress MU (MultiUser, „több felhasználó”) létrehozásának célja az volt, hogy egyetlen tárhelyről, egyetlen WordPress-motor segítségével ne csak egy, hanem számos különböző blog is üzemeltethető legyen. Az MU 2004 óta elérhető nyilvánosan. Legnagyobb nehézsége a telepítésben rejlett, mivel a hagyományos és az MU-rendszerek között csak úgy lehetett váltani, ha a felhasználó újratelepítette azt.
A WordPress 3.0 verziója a többfelhasználós rendszert már integrálta a fővonalba, telepítéskor lehetőség van az egy- és többfelhasználós mód közötti választásra.
A ma már MultiSite-nak (röviden MS,, de általában inkább MU rövidítést használjuk, melynek jelentése „több oldal”) nevezett funkció segítségével a felhasználó egy WordPress motor telepítésével korlátlan számú al-honlapot menedzselhet. Megfelelő szolgáltatónál ezeket akár eltérő domain-en.

## Mobiltelefonos verziók
A WordPress rendelkezik hivatalos mobilalkalmazásokkal, amelyek elérhetők Android és iOS operációs rendszerekre. Ezek az alkalmazások lehetővé teszik a felhasználók számára, hogy könnyedén kezeljék weboldalukat útközben is, például új bejegyzéseket hozzanak létre, frissítsék a tartalmakat, vagy ellenőrizzék a látogatottsági adatokat.
Maga a WordPress vezérlőfelülete (adminisztrációs panelje) alapvetően reszponzív kialakítású, így bármilyen mobilböngészőből is könnyen használható, anélkül hogy külön alkalmazásra lenne szükség. Ez különösen előnyös azok számára, akik gyors hozzáférést szeretnének a weboldalukhoz bármilyen eszközről.

## Kiadások
A WordPress számos új verziót, frissítést élt már meg. A főbb kiadásokat neves jazz-zenészekről nevezik el, az 1.0-s verziótól kezdve.
| Verzió | Kódnév              | Kiadás dátuma        | Változás |
| ------ | ------------------- | -------------------- | --- |
| 0.7    |                     | 2003. május 27.      | Ugyanazt a fájlstruktúrát használta, mint elődje, a b2/cafelog, és a számozást is ennek előző verziójától, 0.6-tól folytatta. |
| 1.2    | Mingus              | 2004. május 22.      | Megjelent a bővítmények támogatása. |
| 1.5    | Strayhorn           | 2005. február 17,    | Számos alapvető funkció beépítésre került, mint például a statikus oldalak menedzselésének lehetősége és a sablonrendszer. |
| 2.0    | Duke                | 2005. december 31.   | 2005. december 31. A szerkesztő- és adminisztrációs felületet továbbfejlesztették, megjelent a képfeltöltés lehetősége, javítottak az importáláson és a bővítmények lehetőségein, átdolgozták a teljes back endet.                         |
| 2.1    | Ella                | 2007. január 22.     | Biztonsági hibákat javítottak ki, újratervezték a felhasználói felületet, bővítették a szerkesztési lehetőségeket (például megjelent a helyesírás-ellenőrzés és az automatikus mentés) és javítottak a tartalommenedzselési lehetőségeken. |
| 2.2    | Getz                | 2007. május 16.      | Template-ek bővítménytámogatásának beépítése, a működési sebesség javítása, Atom feed támogatás frissítése. |
| 2.3    | Dexter              | 2007. szeptember 24. | Új kategóriaosztályozó rendszer, taggelés beépítése, új típusú frissítési értesítések, teljes Atom 1.0 támogatás és több biztonsági rés kiiktatása.                                                                                        |
| 2.5    | Brecker             | 2008. március 29.    | A 2.4-es verzió kimaradt, így a 2.5-ös két frissítésnyi új kódot tartalmazott. Az adminisztrációs felületet teljesen átdolgozták. |
| 2.6    | Tyner               | 2008. július 15.     | Bejegyzés- és oldalkövetés hozzáadása és könnyebb megosztási lehetőségek beépítése. |
| 2.7    | Coltrane            | 2008. december 11.   | Az adminisztrációs felület teljes újratervezése, a frissítések automatizálása a bővítmények adminisztrációs felületről való telepítésének beépítése.                                                                                       |
| 2.8    | Baker               | 2009. június 10.     | Működési sebesség javítása, a sablonok adminisztrációs felületről történő automatikus telepítésének lehető tétele, a CodePress szerkesztő beépítése és a widget kezelőfelület újratervezése.                                               |
| 2.9    | Carmen              | 2009. december 19.   | A beépített képszerkesztő megjelenése, a bővítmények csoportos frissítésének lehetővé tétele és kisebb javítások. |
| 3.0    | Thelonious          | 2010. június 17.     | Új sablon-API, a WordPress és a WordPress MU egyesítése, kisebb javítások. |
| 3.1    | Reinhardt           | 2011. február 23.    | A minden oldalon megjelenő adminisztrációs felület és a Post Format mikroblogger szolgáltatás beépítése. |
| 3.2    | Gershwin            | 2011. július 4.      | A rendszer leegyszerűsítése és sebességének növelése. |
| 3.3    | Sonny               | 2011. december 12.   | A WordPress barátságosabbá tétele kezdő felhasználók számára. |
| 3.4    | Green               | 2012. június 13.     | Javítások a sablonok létrehozása területén, Twitter-integráció és kisebb változtatások. |
| 3.5    | Elvin               | 2012. december 11.   | Retina Display-támogatás, színválasztás, a képkezelés gyorsabbá tétele. |
| 4.2    | TBA                 | 2015. április 22.    | Új standard támogatás |
| 4.3    | Billie Holiday      | 2015. augusztus 18.  | Multisite fejlesztése, editor, jelszó kezelés, kisebb javítások |
| 4.4    | Clifford Brown      | 2015. december 8.    | Új beépített téma (Twenty Sixteen), kisebb javítások |
| 4.5    | Coleman Hawkins     | 2016. április 12.    | mobil előnézet a téma beállításnál, kisebb javítások |
| 4.6    | Pepper              | 2016. augusztus 16.  | Natív fontok, kisebb javítások |
| 4.7    | Vaughan             | 2017. december 6.    | Új beépített template (Twenty Seventeen), kisebb javítások |
| 4.8    | Evans               | 2017. június 1.      | Új widgetek (videó, kép, hang és formázott szövegek), linkek kezelése javult |
| 5.0    | Bebo Valdés         | 2018. December 6.    | Gutenberg szerkesztő, Twenty Nineteen új alapértelmezett sablon |
| 5.1    | Betty Carter        | 2019. Február 19.    | SiteHealt elemző, Gutenberg teljesítmény javítás |
| 5.2    | Jaco Pastorius      | 2019. Május 7.       | Vezérlőpult részleges megújítása, PHP verzió követelmény 5.6.20-ra emelés, hozzáférhetőségi (pl. gyengénlátók) szint növelése |
| 5.3    | Rahsaan Roland Kirk | 2019. November 12.   | Blokk szerkesztő fejlesztése, Twenty Twenty fejlesztése, PHP 7.4 támogatás, időnkénti admin email cím ellenőrzés/értesítés |
| 5.4    | Nat Adderley        | 2020. Március 31.    | Blokkok fejlesztése, adatvédelmi opció beépítése |
| 5.5    | Billy Eckstine      | 2020. Augusztus 11.  | Jelentős teljesítmény beli fejlesztés, automatikus plugin és theme frissítés lehetősége, illetve alap képszerkesztési funkciók kerültek hozzáadásra                                                                                        |
| 5.6    | Nina Simone         | 2020. December 8.    | Twenty Twenty-One új alapértelmezett sablon, patterns/minták hozzáadása, PHP 8.0 támogatás |
| 6.5    | Regina              | 2024. Április 2.     | Betűtípusok local fonts/betűtípus kezelése, tárolása, template revision lista, szerkesztő felület módosítása |
| 6.6    | Dorsey              | 2024. Július 16.     | Szerkesztő/FSE színpaletta kezelés lehetőség plugin esetén előző verzióra visszaállásra (rollback), teljesítmény és hozzáférési javítások                                                                                                  |

## Biztonságról
A rendszerben számos biztonsági rést találtak a felhasználók az évek során, a legtöbbet 2007-2008-ban tették nyilvánossá.
2007-ben számos WordPress rendszerű keresőoptimalizálással foglalkozó blogot és kisebb AdSense-t használó blogokat támadtak meg a rendszer egy biztonsági résén keresztül. Nem sokkal később arra is fény derült, hogy a WordPress által használt egyik szerveren keresztül támadók kódokat voltak képesek bejuttatni egy hátsó ajtón (back door) keresztül a rendszer 2.1.1. jelű verziójának néhány letöltött példányába. Ezt a problémát a 2.1.2. jelű frissítés orvosolta, a fejlesztők pedig egy felhívást tettek közzé melyben minden felhasználót arra kértek, frissítse a rendszerét a legújabb verzióra.
2007 májusában egy tanulmány kimutatta, hogy a WordPress rendszerű blogok 98 százaléka sebezhető, mivel elavult, nem támogatott verzióit használták a szoftvernek. Erre a problémára a WordPress azzal reagált, hogy a frissítések telepítését először jelentősen leegyszerűsítették, majd a 2.7-es verziótól kezdve teljesen automatizálták 2008 decemberében.
A WordPress immáron saját biztonsági csapattal (WordPress Security Team) rendelkezik, akik minden kiadás előtti verziót ellenőriz és folyamatosan kutatnak sebezhetőségeket. Maga az alap rendszer nagyon biztonságos. A sebezhetőségek elenyésző része köthető a core-hoz. A legtöbb sebezhetőséget a nem frissített bővítmények és részben a sablonok okozzák, főleg az 1001 funkciót kínáló megjelenések.
A WordPress honlapunk biztonságáért saját magunk is sokat tehetünk. A legfontosabb, hogy rendszeresen végezzük el a frissítéseket. Legyen megbízható tárhelyszolgáltatónk, illetve ügyeljünk jelszavaink biztonságára és felhasználóink megfelelő szerepkörrel való ellátására. Ezekre odafigyelve, jelentősen csökkenthető weboldalunk fertőződésének, feltörésének esélye, melyeket a hivatalos weboldalon is említenek.
A WordPress közép- és nagyvállalatok számára is kiemelkedő megoldást kínál. A platform rugalmassága, költséghatékonysága és SEO-barát tulajdonságai révén egyre több B2B és vállalati weboldal választja ezt a tartalomkezelő rendszert. A vállalati használatra vonatkozó részletek és érvek elérhetők egy részletes elemzésben, amely áttekinti a WordPress legfontosabb előnyeit közép- és nagyvállalati környezetben.

## Közösség
A WordPress magyarországi közössége jelentős. Facebook-os csoportban több mint 14.000 tag van. Rendszeresen megrendezésre kerül a WordPress Budapest MeetUp is, mely ingyenes szakmai előadásokkal segíti a hazai közösséget.

## Fordítás
A WordPress rendelkezik magyar nyelvű fordítással, mely rendszeresen frissül és az új verziókhoz tartozó szövegrészletekkel kiegészül. A bővítményekhez és sablonokhoz is készülnek, illetve készíthetünk fordításokat.
Ez a szócikk részben vagy egészben a WordPress című angol Wikipédia-szócikk ezen változatának fordításán alapul.  Az eredeti cikk szerkesztőit annak laptörténete sorolja fel. Ez a jelzés csupán a megfogalmazás eredetét és a szerzői jogokat jelzi, nem szolgál a cikkben szereplő információk forrásmegjelöléseként.